# An-t-Sròn-Formation
Die An-t-Sròn-Formation ist eine geologische Formation des Hebriden-Terrans, die während des Kambriums entlang der Nordwestküste Schottlands abgelagert wurde. Sie gehört zur Ardvreck Group.

## Etymologie

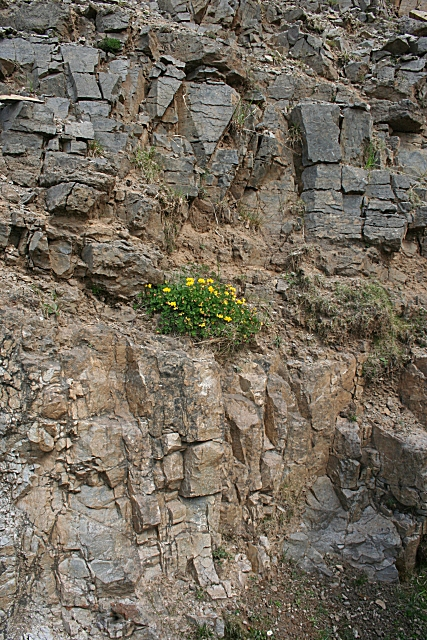
Das Fucoid Beds Member der An-t-Sròn-Formation über dem Pipe Rock Member der Eriboll-Formation. Die Formationsgrenze wird durch den Gewöhnlichen Hornklee markiert.

Die namensverleihende Typlokalität An-t-Sròn liegt an der Ostseite des Loch Eribolls unweit der Ortschaft Eriboll. Im Schottisch-Gälischen bedeutet das weibliche Substantiv sròn Nase, Rüssel, Spitze, Landzunge. An ist der bestimmte Artikel. Vor Konsonanten wie  -s- wird -t- eingeschoben. Sròn stammt seinerseits aus dem Altirischen srón mit derselben Bedeutung. An-t-Sròn ist somit als die Landspitze wiederzugeben.

## Geschichtliches
Die Typlokalität An-t-Sròn war bei der Northwest-Highlands-Kontroverse von zentraler Bedeutung. Roderick Murchison hatte hier 1860 und zusammen mit Archibald Geikie 1861 den Übergang vom Quarzgestein (sein quartz-rock, mittlerweile die Eriboll-Formation inklusive der An-t-Sròn-Formation) und vom Kalk der Durness Group (Murchison's limestone) zu einem upper quartz-rock (oberes Quarzgestein) postuliert, welcher sodann von einem upper gneiss (oberer Gneis) oder auch eastern gneiss (östlicher Gneis bzw. Moine Supergroup) überlagert wurde. Zu Murchison's Ungemach sollte sich später herausstellen, dass es sich bei seinem upper quartz-rock um eine tektonische Reduplizierung handeln sollte.
Die An-t-Sròn-Formation wurde wissenschaftlich erstmals im Jahr 1873 von Charles Lapworth beschrieben. Weitere bedeutende Arbeiten lieferten im Jahr 1884 Benjamin Neeve Peach und John Horne sowie im Jahr 1907 John Horne und Kollegen.

## Geographie
Die An-t-Sròn-Formation bildet einen schmalen, diskontinuierlichen Aufschlussgürtel, der sich entlang der Nordwestküste Schottlands erstreckt. Er beginnt im Gebiet von Durness und Eriboll, läuft durch Assynt, Dundonnell, Kinlochewe und Kishorn bis hin nach Skye.

## Stratigraphie
Die An-t-Sròn-Formation erreicht eine maximale Mächtigkeit von 42 Meter. Sie gliedert sich in zwei Member (vom Hangenden zum Liegenden):
- Salterella Grit Member
- Fucoid Beds Member

Das liegende Fucoid Beds Member folgt konkordant auf die large white pipes des Upper Pipe Rock Members der Eriboll-Formation. Das Hangende des Salterella Grit Members wird konkordant von der Ghrudaidh-Formation der Durness Group überlagert.

## Lithologie

### Fucoid Beds Member
Das Fucoid Beds Member wird zwischen 12 und 27 Meter mächtig und enthält eine recht diverse Fauna. Das basale Fucoid Beds Member besteht aus dünnlagigen, dolomitischen Siltsteinen, Tonsteinen, siliziklastischen, feinkörnigen Sandsteinen sowie einigen Schill- und auch Kalklagen. Die Siltsteine sind planar geschichtet und teils mit Rippellagen versehen. Dolomitische Siltsteine sind bräunlich gefärbt und reich an Eisen und Kalium. Die Siliziklastika finden sich im Liegenden und im Hangenden, die tonige Fraktion im Mittelabschnitt und im Hangenden. Bei den zwischengeschalteten Karbonaten handelt es sich um Grainstones. Die meisten Lagen sind bioturbat. Es lassen sich insgesamt acht Fazies unterscheiden.
Im Einzelnen beginnt das Fucoid Beds Member mit 2,5 Meter an mittel- bis feinkörnigem Sandstein. Sedimentstrukturen sind trogförmige Schrägschichtung am Liegendkontakt, horizontale Bauten, Rippellagen, Parallelschichtung und Fischgrätenschichtung im Hangenden. Darüber folgen 3,5 Meter an Siltstein mit Rippeln. Sodann erscheinen 5 Meter an mittel- bis feinkörnigem Sandstein mit vielen Rippellagen und gelegentlicher Planarschichtung. Weiter treten 0,5 Meter an mittelkörnigem Dolomit auf, welcher Crinoidenschutt und Rippeln führt. Eine zweite Siltsteinlage ist 3,7 Meter mächtig, wird von Rippeln durchsetzt und zeigt im Hangenden tafelförmige Schrägschichtung. Ein 6,5 Meter dickes, mittel- bis feinkörniges Sandsteinpaket mit mehreren Siltsteinzwischenlagen bildet das Hangende. Es wird teils stark horizontal durchwühlt, zeigt tafelförmige und trogförmige Schrägschichtung, Parallelschichtung und Rippeln. Das Hangende des Fucoid Beds Members wird schließlich durch 0,5 Meter an dolomitischem Siltstein abgeschlossen.
Das Fucoid Beds Member kann mit der Bastion-Formation in Ostgrönland und mit der Forteau-Formation im Westen Neufundlands korreliert werden.
Die Bezeichnung Fucoid Beds geht auf die irrige Annahme zurück, dass die leicht wulstartigen Strukturen der fucoids von Braunalgen bzw. Fucales verursacht worden waren. Mittlerweile werden die Sedimentstrukturen dem horizontalen Wühler Planolites zugeordnet.

### Salterella Grit Member

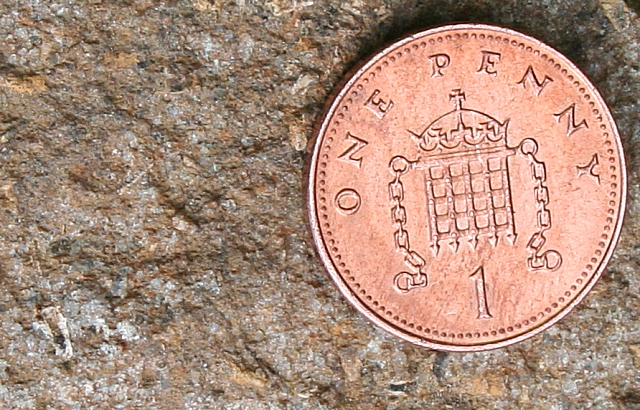
Handstück des Salterella Grit Members

Das Salterella Grit Member, vormals auch als Serpulite Grit bezeichnet, ist zwischen 5 und 15, maximal 20 Meter mächtig und überlagert konkordant das Fucoid Beds Member. Die Abfolge wird von der Rückkehr zu hellgrauen, im angewitterten Zustand hellbraunen, mittelkörnigen,  gleichkörnigen Quarzareniten und zwischengeschalteten Silt- und Tonsteinen beherrscht. Sie besteht untergeordnet aus Ton-, Silt- und in der Hauptsache aus schräg geschichteten und planparallelen Sandsteinen. Die quarzreichen  Sandsteine sind Matrix-gestützt, die Körner sind abgerundet und die Zwickelfüllungen können von Karbonatzement ausgefüll werden. Ihre Korngrößen nehmen generell in Richtung Hangendes zu. Die Quarzarenite können von senkrechten Skolithosbauten (pipe rock) so stark bioturbat durchwühlt sein, dass die Schrägschichtung verloren geht. Die Quarzkörner sind gut sortiert und sehr gut gerundet bis angerundet. Die Ton- und Siltsteine bilden dünne, fissile Zwischenlagen. Am Übergang der Zwischenlagen zu auflagernden Sandsteinen lassen sich kleine, tonig verfüllte, abgeschnittene Priele beobachten (Englisch gutter casts).
Das Member prägen vier übergeordnete Faziesassoziationen, die ihrerseits weiter in Einzelfazies unterteilt werden können.
Das Salterella Grit Member beginnt mit einer 2,7 Meter starken feinkörnigen Sandsteinlage, die im Liegenden dolomitisch und tafelförmig schräg geschichtet ist. Darüber führt sie dann erstmals Salterella. Sodann folgt eine 20 Zentimeter dicke Siltsteinzwischenlage. Anschließend erscheint ein 2,3 Meter mächtiges, feinkörniges Sandsteinpaket, das ins Hangende etwas grobkörniger wird. Es enthält neben Salterella auch vertikale Bauten. Im Hangenden tritt tafelförmige Schrägschichtung auf und Salterella erscheint alleine. Die letzten 1,2 Meter bildet ein feinkörniger dolomitischer Sandstein. Die Ghrudaidh-Formation setzt dann mit dolomitischen Siltsteinen ein.
In örtlichen Anreicherungen enthält das Member das namensverleihende Ichnotaxon Salterella sowie Skolithos. Es dürfte mit der Hawke-Bay-Formation in Neufundland korrelieren.

## Fossilien
Das Fucoid Beds Member besitzt bereits eine wesentlich diversifiziertere Ichnofauna als die vorangegangene Eriboll-Formation. Anzuführen sind Cruziana barbata, Dactylophycus, Didymaulichnus, Halopoa imbricata, Margaritichnus (fraglich), Monocraterion, Monomorphichnus, Palaeophycus striatus, Palaeophycus tubularis, Phycodes (fraglich), Planolites montanus, Polarichnus (fraglich), Rusophycus ramellensis, Psammichnites (fraglich), Skolithos und verschiedene nicht identifizierte Spuren, die alle die Cruziana-Ichnofazies repräsentieren.
Als Fossilien mit Körpererhaltung sind im Fucoid Beds Member mit Olenellus die ersten olenelliden Trilobiten anzuführen, ferner Brachiopoden, Echinodermen, Mollusken und die Problematika Salterella, Hyolites und Coleoloides.
Das hangende Salterella Grit Member ist bereits wesentlich artenärmer und an Spurenfossilien sind nur noch die Taxa Cruziana, Monocraterion, Rusophycus, Skolithos und Sporophyton (fraglich) vorhanden. Bei den seltenen Körperfossilien sind neben Salterella (gehört zu den small shelly fossils) zerbrochene Brachiopoden und auch olenellide Trilobiten zu nennen.
Die ichnologischen Unterschiede zwischen dem unterlagernden Pipe Rock Member, dem Fucoid Beds Member und dem Salterella Grit Member können durch Meeresspiegelschwankungen erklärt werden. Die geringe Diversität im Pipe Rock Member an Spurenfossilien indiziert eine opportunistische Kolonisierung von weit aushaltenden, küstennahen Sedimenten, die durch regelmäßigen Nachschub terrigenen Materials gespeist  wurden. Das ichnologisch weitaus abwechslungsreichere Fucoid Beds Member entspricht wesentlich distaleren Bedingungen unter steigendem Meeresspiegel. Das Salterella Grit Member beruht auf einer kleineren Regression mit einem erhöhten Input terrigener Sedimente, wodurch eine verarmte, proximale Cruziana-Ichnofazies entstand.

## Ablagerungsmilieu

### Fucoid Beds Member
Thomas McKie (1990 und 1993) interpretiert das Ablagerungsmilieu des Fucoid Beds Members als einen flachen, sich jedoch vertiefenden Schelf, der regelmäßigen Stürmen ausgesetzt war. Die grobkörnigen Sandsteine im Liegenden mit tafelförmiger Schrägschichtung und Parallelschichtung repräsentieren proximale Ablagerungen, die sehr wahrscheinlich noch der Traktion von Gezeitenströmungen unterlagen. Die parallel und schräg geschichteten Silt- und feinkörnigen Sandsteinlagen sind erosiv auf ihrer Unterseite und deuten auf Schelferosion unter Sturmlagen. Sie wurden erst mit Nachlassen des Sturms sedimentiert. Die Schrägschichtungskörper verweisen auf Paläoströmungen mit nach Norden bis Nordwesten verlaufender Transportrichtung – was auch die vorherrschende Sturmrichtung auf dem Schelf gewesen sein dürfte. Während ruhigen Schönwetterperioden wurden die Sturmablagerungen durchwühlt und Grainstones aus Echinodermen akkumulierten in ihnen. Die groben Sandsteine des Hangenden werden von McKie als eine kondensierte Ablagerungssequenz angesehen.

### Salterella Grit Member
Das Salterella Grit Member, gekennzeichnet durch quarzitische, schräg geschichtete Sandsteine mit zunehmender Korngröße, stellt eine kurzzeitige marine Regression mit darauffolgenden Meeresspiegelanstieg dar. Die Ablagerungsbedingungen ähnelten in etwa denen der Eriboll-Formation. Mit Beginn der Karbonate der überlagernden Ghrudaidh-Formation der Durness Group erfolgte sodann eine Rückkehr zu rein transgressiven Bedingungen.
Das Member repräsentiert laut Thomas McKie Gezeitensandbänke und Sandwellenkomplexe des Innenschelfs. Die Sandbankfazies besteht aus meterdicken Schrägschichtungskörpern, deren Trennflächen leicht, jedoch senkrecht zur Paläoströmungsrichtung einfallen. Die Sandbankfazies umgürtende Sandsteine sind dünnbankiger und enthalten einen größeren Anteil von Tonsteinen, eine höhere Faunenvielfalt und zeigen bimodale Paläoströmungen. Die Sandbänke entstanden nach einer abrupt einsetzenden, regressiven Phase, wobei ihr Sediment der lokalen Erosion und Wiederaufarbeitung des unterlagernden Fucoid Beds Members entstammte. Die darauf sich anschließenden transgressiven Bedingungen vertieften den Schelf, die Geschwindigkeiten der Gezeitenströme ließen nach und die Sandbänke wurden funktionslos und starben ab. Dies ist daran zu erkennen, dass an den Flanken der Sandbänke und in den Trögen zwischen den Sandbänken jetzt dünne, stark durchwühlte Sandsteine abgelagert wurden. Eine weitere Reduzierung der Gezeitenströmung bewirkte, dass außerdem in die Tröge zwischen den Bänken dünne Sturmsandsteinlagen hineingreifen konnten.
Die Veränderungen im Mächtigkeitsverhältnis Sturmablagerungen zu Gezeitensedimenten deuten an, dass die Gezeitenströme allmählich an Bedeutung gewannen und dann wieder zurückgingen. Die anfängliche Verstärkung der Gezeiten im Verlaufe der Transgression kann durch das Erreichen einer Resonanzbreite des Schelfs verstanden werden, welche aber bei fortschreitender Transgression wieder verloren ging. Auf dem breiteren, nicht-resonanten Schelf wurden die Gezeiten durch Reibungskräfte abgeschwächt, so dass daraufhin Sturmereignisse an Dominanz gewinnen konnten.
Die küstennahe Fazies wird insgesamt durch niedrigere Schrägschichtungscosets charakterisiert – mit wachsender Bioturbation ins Hangende und Mächtigkeitsschwund.

## Alter
Die An-t-Sròn-Formation bildet den obersten Abschnitt der 4. Stufe der 2. Serie des Kambriums und endet mit dem Übergang von Sauk I nach Sauk II. Sie repräsentiert somit ein Alter von etwa 512 bis 510 Millionen Jahren. Prigmore und Rushton (1999) gaben anhand der Trilobiten und Brachiopoden ein absolutes Alter von 520 Millionen Jahren an. Smith und Rasmussen zitieren 515 Millionen Jahre für das Salterella Grit Member.
Eine Provenanzstudie an Zirkonen erbrachte für das Salterella Grit Member Concordia-Alter von 1764 ± 26 Millionen Jahre bis 2910 ± 49 Millionen Jahre – mit einem Maximum bei 1850 Millionen Jahre und untergeordneten Peaks bei 2100, 2400, 2550, 2750 und 2850 Millionen Jahren. Auffallend ist das Fehlen jüngerer Alter zwischen 1000 und 1200 Millionen Jahren. Dieses Spektrum entspricht weitestgehend den Provenanzaltern der Eriboll-Formation, die aber teilweise noch wesentlich älter sind und bis auf 3700 Millionen Jahre zurückreichen.